# فیلیپ لونچاریچ
فیلیپ لونچاریچ (انگلیسی: Filip Lončarić؛ زادهٔ ۱۷ سپتامبر ۱۹۸۶) بازیکن فوتبال اهل کرواسی است.
از باشگاه‌هایی که در آن بازی کرده‌است می‌توان به باشگاه فوتبال ژلیزنیچار سارایوو، باشگاه فوتبال اوسیک، باشگاه فوتبال لوکوموتیو زاگرب، باشگاه ورزشی گاز متان مدیاش، باشگاه فوتبال دینامو زاگرب، باشگاه فوتبال ترومسو، و باشگاه فوتبال لوکوموتیو مسکو اشاره کرد.
وی همچنین در تیم‌های ملی فوتبال Croatia national under-17 football team, Croatia national under-17 football team, Croatia national under-18 football team, Croatia national under-19 football team، زیر ۲۰ سال کرواسی، و زیر ۲۱ سال کرواسی بازی کرده‌است.